# Tolmun
Tolmun v hidrologiji pomeni lokalno poglobljen del rečne struge z mirnejšo vodo 

## Pojavljanje in vrste
Tolmun lahko nastane v drobnejših sedimentih ali gramozu, v nekaterih primerih se lahko oblikuje kot bazen v izpostavljenih temeljnih plasteh.

### Na dnu tekoče vode
Tolmun je erozijski pojav v strugi v obliki depresije v rečnem dnu ali obrežni steni. Vzrok so lahko nepravilnosti v odporu zemljin ali ovirah toka, kot so drevesne korenine ali večji kamni v pesku in gramozu dna struge. Kotanje se pojavljajo tudi v trdi skali zaradi fluvialne dinamike v vodotoku. Pomešan pesek in delci kamnin brusijo v strugi, kar povzroča erozijo skale. Vrtinci in vodni valji tvorijo lijak ali kotel v obliki depresije. 
Tolmuni nastajajo tudi na področju klifov, kot tudi na mestih delno pod visokim pritiskom - taljenje vode pod ledeniki (glej Ledeniški kotel) 

### V barju
Tolmun je tudi nabiranje vode zaradi dežja v močvirju oziroma barju, kar imenujemo tudi Barjansko oko. Visoko barje je predvsem sekundarna posledica učinka zakisanja šote. 

### Na somornicah
Tolmun lahko nastane tudi zaradi udarjanja ob jezove; na obali v času nevihte, reke po poplavah. Taki tolmuni so lahko zelo globoki.

### Podvodne strukture
Tolmuni nastajajo tudi zaradi podvodnih temeljev mostov, ki segajo v profil reke ali ožine ali strukture na odprtem morju, kot so vetrne turbine, ploščadi za črpanje nafte. Še posebej v plitvih, plimskih obalnih vodah z močnim tokom.
Tudi zaradi nasedle ladje se v zelo kratkem času pogosto pojavi tolmun, ki lahko prekine tok vode, še preden se lahko začne operacija reševanja. Tak primer je bila potopitev ladje Fides leta 1962 v izlivu Labe.

### Na jezovih
Posebej globoki tolmuni nastanejo pod jezovi, pragovi in podobnimi ovirami na toku reke. Zaradi preprečitve tega, se ob vznožju jezu uredi podslapje. Padajočo vodo lahko ujamejo namesto umetnih bazenih tudi v umetnih tolmunih.

### Ponvice
Ponvice imenujemo kotanje podobne bazenom, ki so nastale kot posledica delovanja hudournika v živi skali v strugi. Pogosto jih je več zaporedoma in se stečejo v strugo. Tako se oblikujejo kaskade. Proces se sčasoma lahko spremeni do te mere, da nastane slap.

## Tolmun pod slapom
Tolmuni lahko nastanejo tudi kot posledica delovanja slapov. To je depresija ob vznožju slapa, ki je rezultat erozijske veljavnosti padajoče vode na kamnine na katere pada.

## Habitat
Ta del vodotoka pogosto zagotavlja specifičen vodni ekosistem oziroma habitat za organizme, ki imajo težave s hranjenjem ali plavanjem v hitrejših delih toka ali v sezonsko toplejši vodi. Takšni tolmuni so lahko pomembni za mladice rib zlasti tam, kjer veliki tokovi dosežejo visoke poletne temperature ali v sušnem obdobju zelo nizke pretoke.